# Hoogheemraadschap van Voorne
Het Hoogheemraadschap van Voorne was een waterschap in de Nederlandse provincie Zuid-Holland en omvatte het gehele eiland Voorne. Het was verantwoordelijk voor de ringdijk en afwatering van de inliggende polders. Tot 1862 was de naam Generale Dijkage van Voorne. In dat jaar werd ook het Hoogheemraadschap van de Bernisse afgesplitst.